# Pocillopora inflata
Pocillopora inflata е вид корал от семейство Pocilloporidae. Видът е световно застрашен, със статут Уязвим.

## Разпространение
Разпространен е в Гваделупа, Еквадор, Колумбия, Коста Рика, Мексико, Никарагуа, Панама, Салвадор и Хондурас.